# Royal Irish Regiment (1992)
Ne doit pas être confondu avec Royal Irish Regiment (1684-1922).
Le Royal Irish Regiment (27th (Inniskilling) 83rd and 87th and Ulster Defence Regiment Conspicuous Gallantry Cross) (R IRISH) est un régiment d'infanterie de l'armée britannique. Le régiment a été fondé en 1992 par la fusion des Royal Irish Rangers et le Ulster Defence Regiment. Leur plus anciens prédécesseurs, le 27e régiment à pied fut levé en juin 1689 pour combattre dans les guerres williamites en Irlande. D'autres régiments notables à leur suite incluent les Royal Inniskilling Fusiliers, Royal Irish Rifles et les Royal Irish Fusiliers.
La devise du régiment est Faugh A Ballagh (en irlandais moderne, Fág an Bealach), dérivé de la phrase du gaélique irlandais « Clear the Way ».

## Sources
- (en) Cet article est partiellement ou en totalité issu de l’article de Wikipédia en anglais intitulé « Royal Irish Regiment (1992) » (voir la liste des auteurs).

## Compléments